# Raimondo Inconis

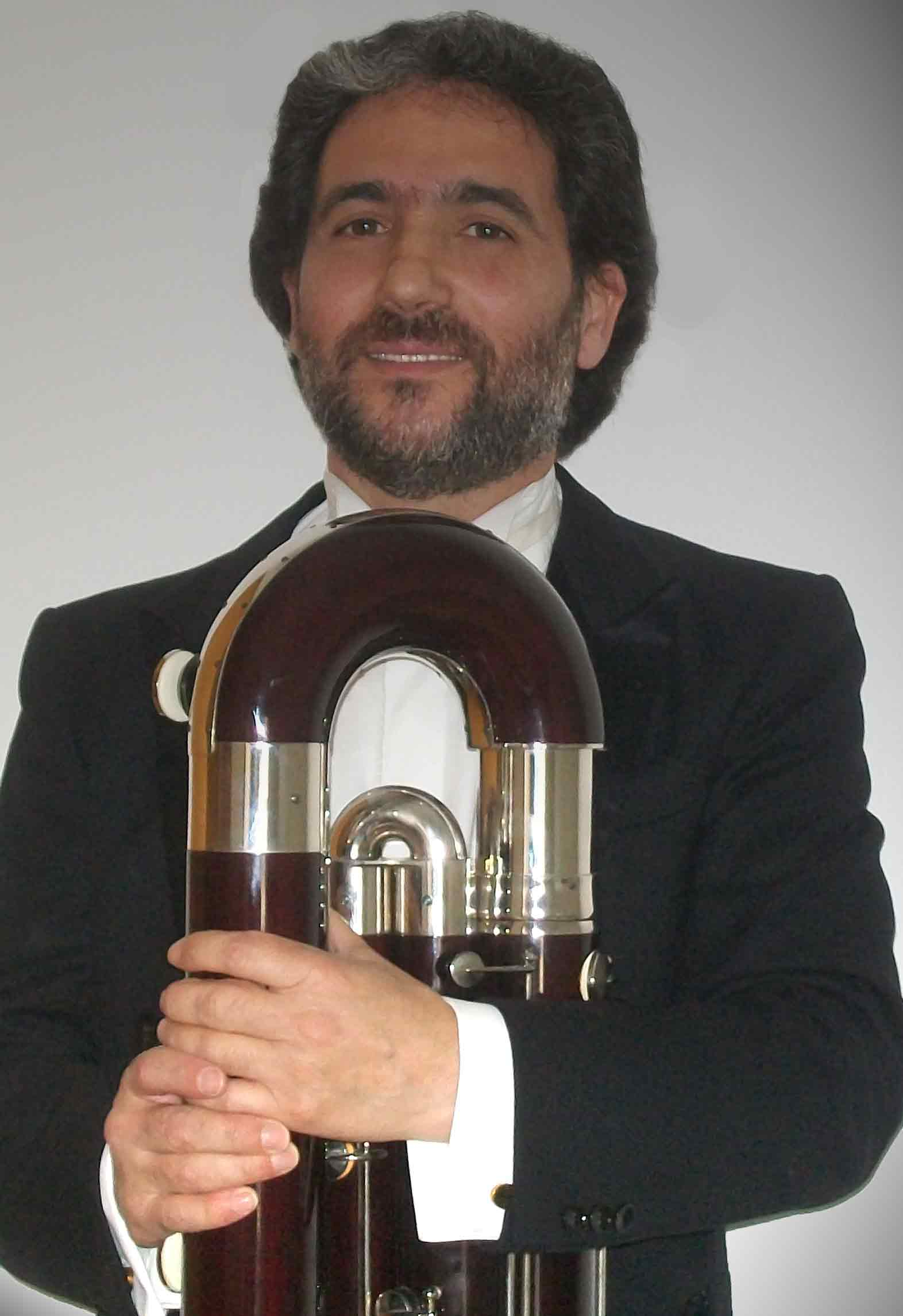
Raimondo Inconis, 2009

Raimondo Inconis (* 27. März 1959 in San Gavino Monreale) ist ein italienischer Fagottist und Hochschullehrer.

## Biografie

### Kindheit und Ausbildung
Inconis wurde in San Gavino Monreale, Sardinien, als Sohn eines Feuerwerksfabrikbesitzers geboren. Ab dem Alter von sechs Jahren erhielt er Unterricht in Musiktheorie und Klavier. Im Alter von 15 Jahren schrieb Inconis sich an der Hochschule für Musik „Giovanni Pierluigi da Palestrina“ in Cagliari ein. Im Jahr 1981 schloss Inconis sein Fagott-Studium mit Auszeichnung bei Orlando Pittau ab.

## Studium im Ausland
Im Jahr 1978 gewann Inconis ein Stipendium für den Masterstudiengang bei Iwein D’Haese an der Académie Internationale d’Eté im belgischen Saint-Hubert.
Von 1979 bis 1980 besuchte er die Graduiertenschule an der Académie Internationale d’Eté in Nizza bei Michel Denize und wurde für seine klanglichen, technischen und expressiven Talente mit einem Stipendium ausgezeichnet. Während des Kurses wurde er ausgewählt mit dem Orchestre de Chambre de Paris unter Jean-Claude Montac zu spielen. Auch im Jahr 1980 wurde ihm ein Stipendium von der JMC Orford Arts Centre Kanada Magog angeboten und ein anderes vom Centre Musical Internationale d’Annecy.
Im Jahr 1982 begann Inconis ein Studium bei dem Wiener Philharmoniker Karl Öhlberger; hier er wurde sofort ausgewählt das Fagott an der Internationalen Kammermusik- und Orchesterwoche zu spielen. Im Jahr 1983 erhielt er ein Stipendium für die Internationaal Muziekkamp, Jeugd en Muziek van België, wo er als Fagottist im Orchester des Musikcamps engagiert wurde. 1984 spielte er mit dem International Chamber Orchestra in Rovinj, Poreč und Koper.

## Karriere
Inconis war für kurze Zeit bei verschiedenen europäischen Orchestern in Deutschland, Belgien, Österreich, Frankreich und Schweden tätig. Von 1979 bis Juli 1984 spielte er als erster und zweiter Fagottist bei der Opera-Symphony Cagliari. Im September 1984 begann er seine Karriere als Kontrafagottist beim Orchestra Sinfonica Siciliana und engagiert sich seitdem für die Verbesserung dieses Instruments. So schrieb er 1994 das von Casa Ricordi verlegte Buch „Das Kontrafagott – Geschichte und Technik“ (Il Controfagotto Storia e Tecnica Ricordi ER 3008 / ISMN 979-0-041-83008-7 (Suche im DNB-Portal)). Gilt als maßgeblicher Leitfaden für die technisch-expressiven Grundlagen des Kontrafagott.
Parallel zu seinen Orchestertätigkeiten, absolvierte Inconis Meisterkurse im In- und Ausland und ist externer Prüfer im Prüfungsausschuss einiger Konservatorien sowie Jurymitglied bei internationalen Wettbewerben. Inconis trat in den großen Konzertsälen der Welt auf: Tokio, Osaka, Nagoya, Prag, Turin, Mailand, Neapel, Peking, Venedig, Taormina, Oslo, Nizza.
Nach einem Unfall im Jahr 2009 war Inconis gezwungen, seine Orchestertätigkeit aufzugeben, aber seine Arbeit für die Popularisierung und die Kenntnis über das Kontrafagott setzte er fort.

## Auszeichnungen, Anerkennungen und Widmungen
Während seiner Karriere erhielt Inconis zahlreiche Auszeichnungen, Anerkennungen und Widmungen:
- 1979 widmete ihm der Komponist Camillo Moser ein (Flash-)Konzert für Fagott und Klavier.
- 1984: Verleihung des Diplom Orkestar vom Verband der Jeunesses Musicales in Grožnjan.
- 1984 widmete ihm der Komponist Nenad Firšt ein Konzertstück für Fagott „Pezzo Rusticano per fagotto Solo“, was anschließend im Fernsehen im Juli desselben Jahres live ausgestrahlt wurde.[2]